# توالد بكري

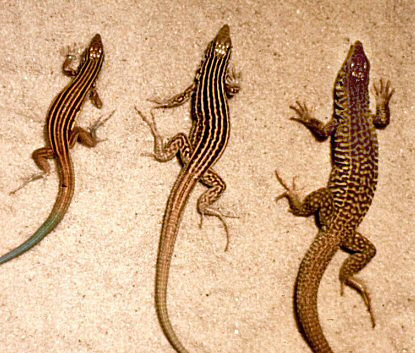

التوالد البِكري أو التوالد العذري أو الإنسال العُذري أو البِکري أو الإِينَاث أو الإثمار العُذري (بالإنجليزية: Parthenogenesis)‏، هو شكل من أشكال التكاثر اللاجنسي يوجد في الإناث يتطور فيها الجنين في الحيوانات.) التوالد البكري يحصل طبيعيًا في بعض الأنواع، بما في ذلك معظم النباتات الدنيا واللافقاريات (مثل متفرعات القرون وبعض النحل وبعض أنواع العقرب، والزنابير الطفيلية) والفقاريات (مثل بعض الزواحف والسمك، ونادرا جدا عند الطيور وأسماك القرش وهذا النوع من الاستنساخ قد يحرض بشكل مصطنع في الأنواع الحية الأخرى. يجب تفريق هذا عن التوالد الخنثوي في بعض الأنواع التي تحوي الجهاز التناسلي للجنسين.
وهناك أيضا العديد من القصص في الثقافات الإنسانية عن التوالد العذري التي يعود تاريخها إلى أقدم ما دونته البشرية. بعض هذه القصص تتعلق بحيوانات لا يختلف ذكرها عن انثاها. وفي أقدم كتابات القدماء المصريين لاحظوا حيوانات مثل الأسماك والافاعي والعقبان البيضاء تتشابه بين الجنسين مما دفعهم إلى افترض ان جميع أعضاء هذه الأنواع اناث وتتوالد عذريا. ومن ثم يعتقد البعض أن تلك الأنواع الحيوانية مرتبطة باشخاص أو آلهة ونقلت فكرة التوالد العذري إليها أيضًا.

## أنواع تاريخ الحياة
بعض الأنواع تتكاثر بشكل حصري عن طريق التوالد العذري (مثل الروتات Bdelloid)، في حين أن آخرين يمكن أن يتحولوا بين التكاثر الجنسي والتناسل العذري. وهذا ما يسمى الاختلاط العذري الاختياري (المصطلحات الأخرى هي التوالد العقلي الدوري، غير المتجانس. قد يحدث التحول بين النشاط الجنسي والتوالد العذري في هذه الأنواع بسبب الموسم (المن، وبعض الدبابير) أو بسبب عدم وجود ذكور أو ظروف تفضي إلى نمو سكاني سريع (الروتيفيات والكلاودوسيران مثل الدفنيا). في هذه الأنواع، يحدث التكاثر اللاجنسي إما في الصيف (حشرات المن) أو طالما كانت الظروف مواتية. هذا لأنه في التكاثر اللاجنسي يمكن أن ينتشر نمط وراثي ناجح بسرعة دون أن يتم تعديله حسب الجنس أو إهدار الموارد على ذرية الذكور الذين لا يلدون. في أوقات الإجهاد، قد يكون النسل الذي ينتج عن التكاثر الجنسي مرتبًا لأن لديهم توليفات جينية جديدة مفيدة. بالإضافة إلى ذلك، يوفر التكاثر الجنسي فائدة إعادة التركيب الانتقائي بين الكروموسومات غير الشقيقة، وهي عملية ترتبط بإصلاح فواصل الحمض النووي المزدوج الحمض النووي وغيرها من الأضرار الناجمة في الحمض النووي التي قد تكون ناجمة عن ظروف عصبية.
ويشار إلى إنتاج النسل الإناث عن طريق التوالد العذري باسم thelytoky (على سبيل المثال، المن) في حين يشار إلى إنتاج الذكور من التوالد العذري باسم arrhenotoky (على سبيل المثال، النحل). عندما يتطور البيض غير المخصب إلى كل من الذكور والإناث، يطلق على هذه الظاهرة اسم deuterotoky.

## التكاثر
التكاثر  هو مصطلح يغطي العديد من الآليات الإنجابية، بعضها متعلق بالتوالد البكري.
يمكن استعادة ثنائي الصبغ من خلال مضاعفة الصبغيات بدون انقسام الخلايا قبل بدء الانقسام الاختزالي أو بعد اكتمال الانقسام الاختزالي. قد يحدث هذا أيضًا عن طريق اتحاد أول اثنين من البلاستومير. تعيد الأنواع الأخرى صبغياتها عن طريق اتحاد نواتج الانقسام. قد لا تنفصل الكروموسومات في واحد من اثنين من خطوات الانقسام (تسمى الانقسام الاختزاري)، أو قد تندمج النوى المنتجة أو قد تندمج واحدة من الأجسام القطبية مع خلية البويضة في مرحلة ما أثناء نضوجها.
بعض المؤلفين يعتبرون جميع أشكال الأوتوماتيكية عملية جنسية لأنها تنطوي على إعادة التركيب. يصنف العديد من الأشخاص الآخرين هذه العملية على أنها لاجنسية، وينظرون إلى الأجنة الناتجة الوراثية ناتجين عن توالد بكري. من بين هؤلاء المؤلفين، يعتمد تصنيف التوالد التلقائي كعملية جنسية على متى يتم ضم منتجات الطور الأول أو الطور الثاني من الطور الثاني معاً. يختلف معيار «الجنسانية» من جميع حالات الانقسام الاختزالي لإعادة التنظيم، إلى تلك التي تندمج فيها النوى أو تلك حيث تنضج الأمشاج في وقت الاندماج. تتم مقارنة تلك الحالات من التوالد التلقائي التي تصنف على أنها التكاثر الجنسي إلى التخصيب الذاتي في آليتها وعواقبها.
يعتمد التركيب الوراثي للنسل على نوع التكوّن الذروي الذي يحدث. عندما يحدث الانقسام الداخلي قبل الانقسام الميوزي أو عندما يحدث الاتحاد المركزي، يحصل النسل على أكثر من نصف المواد الوراثية للأم غالباً ما يتم الحفاظ على تغاير الزيجوت (إذا كانت الأم تمتلك اثنين من الأليلات في موضع ما، فمن المرجح أن يحصل ذريتها على كليهما). هذا لأنه في الطور الأول يتم فصل الكروموسومات المتجانسة. لا يتم حفظ تغاير الكروموسومات تمامًا عند حدوث العبور في الاندماج المركزي. في حالة مضاعفة ما قبل الانقسام، فإن إعادة التركيب - إذا حدثت - يحدث بين الكروماتيدات الشقيقة المتطابقة.
في حالة حدوث الاتحاد الطرفي (الانقسام الاستهلالى التأخرى في الطور الثانى أو انصهار منتجاته)، يوجد أكثر بقليل من نصف المادة الوراثية للأم في النسل والنسل هم متماثلون في الأغلب. ويرجع ذلك إلى أنه في المرحلة الثانية، يتم فصل الكروماتيدات الشقيقة وأي اختلاف في الزيجوت هو بسبب العبور.

### جنس الأبناء
في التوالد العذري يكون النسل مستنسخات الأم، وبالتالي (باستثناء حشرات المن) عادة ما تكون أنثى. في حالة حشرات المنّ، يُنتج الذكور والإناث الذين ينتمون للأعراق التناسلية من أمهم، باستثناء أن الذكور يفتقرون إلى كرموسوم واحد اكس من الكروموسومات (XO).
عندما تتضمن العملية الانقسام الاختزالي، فإن جنس النسل سيعتمد على نوع نظام تحديد الجنس. في الأنواع التي تستخدم نظام تحديد الجنس XY، سيكون للنسل المتعايش الثاني كروموسوم X وهما من الإناث. في الأنواع التي تستخدم نظام تحديد الجنس ZW، قد يكون النمط الوراثي للنسل واحدًا من ZW (أنثى)، ZZ (ذكر)، أو WW (غير قابل للتطبيق في معظم الأنواع، أنثى قابلة للحياة خصبة في عدد قليل (على سبيل المثال، البواء)). يتم إنتاج ذرية قبل الانقسام الاختزالي أو عن طريق الاتحاد المركزي. تحدث ذرية ZZ و WW عن طريق الاتحاد الطرفي.

### التكاثر العذري الاختياري
التكاثر العذري الاختياري هو مصطلح يستخدم عندما تكون الأنثى قادرة على إنتاج النسل إما جنسيا أو عن طريق التكاثر اللاجنسي. التكاثر العذري الاختياري نادر للغاية في الطبيعة، أمثلة قليلة فقط من الأصناف الحيوانية القادرة على التكاثر العذري الاختياري. واحدة من أفضل الأمثلة المعروفة من الأنواع التي تتميز بالتكاثر العفوي الاختياري هي الذبابيات. يفترض أن هذا هو نمط التكاثر الافتراضي لجميع الأنواع في هذا الترتيب للحشرات. يعتقد أن التكاثر العذري الاختياري هو استجابة لنقص ذكور قابلة للحياة. قد تخضع الأنثى لتكوين العذرية الاختياري إذا كان الذكر غائباً عن الموطن أو إذا كان غير قادر على إنتاج ذرية قابلة للحياة.
غالبا ما يستخدم التكاثر العذري الاختياري بشكل غير صحيح لوصف حالات التكاثر العذري العرضي أو التلقائي في الحيوانات الجنسية الطبيعية. على سبيل المثال، العديد من حالات التكاثر العذري العرضي في أسماك القرش، بعض الثعابين، تنانين كومودو ومجموعة متنوعة من الطيور المستأنسة استُخدمت على نطاق واسع على أنها التوالد العذري الاختياري. هذه الحالات هي، على سبيل المثال، أمثلة على التكاثر العذري العرضي، بالنظر إلى تواتر البيض المنتج لاجنسيا ومعدلات فقسه المنخفضة للغاية،  على النقيض من التوالد العذري الاختياري الحقيقي حيث تفقس أغلبية البيض اللاجنسي. يمكن تفسير حدوث مثل هذه البويضات المنتجة جنسياً في الحيوانات الجنسية عن طريق الخطأ الانتصافي.

### التوالد العذري الإجباري
التوالد العذري الإجباري هي العملية التي تتكاثر فيها الكائنات الحية بشكل حصري من خلال الوسائل اللاجنسية. وقد تبين أن العديد من الأنواع تنتقل إلى إلزام التوالد العذري على مر الزمن. من بين هذه الأنواع، تم العثور على واحدة من أكثر التحولات لالتزام التوالد العذري في جميع تقريبا metazoan taxa ، وإن كان من خلال آليات شديدة التنوع. تحدث هذه التحولات غالبًا نتيجة زواج الأقارب أو التحور داخل المجموعات السكانية الكبيرة. هناك عدد من الأنواع الموثقة، وعلى وجه التحديد السمندر وأبو بريص، التي تعتمد على التوالد العذري كطريقة رئيسية في التكاثر. على هذا النحو، هناك أكثر من 80 نوع من الزواحف للجنسين (معظمها سحالي ولكن بما في ذلك نوع واحد من الثعابين)، والبرمائيات والأسماك في الطبيعة التي لم تعد الذكور جزءًا من عملية التكاثر. سوف تقوم أنثى بإنتاج بويضة مع مجموعة كاملة (مجموعتان من الجينات) المقدمة من الأم فقط. وبالتالي، ليس هناك حاجة للذكر لتوفير الحيوانات المنوية لتخصيب البويضة. يعتقد أن هذا النوع من التكاثر اللاجنسي في بعض الحالات يشكل تهديدًا خطيرًا للتنوع البيولوجي بسبب النقص اللاحق في تغير الجينات واحتمال انخفاض اللياقة البدنية للنسل.
وجد أن بعض أنواع اللافقاريات التي تتميز بتكاثر جنسي (جزئي) في مداها الأصلي تتكاثر فقط عن طريق التزاوج العذري في المناطق التي تم إدخالها إليها. إن الاعتماد على التكاثر الوراثي فقط له عدة مزايا للأنواع الغازية: فهو يغني عن حاجة الأفراد من السكان الأوليين للبحث عن زملائهم، ويسمح التوزيع الجنسي الأنثوي بشكل حصري بالتكاثر والانتشار بسرعة أكبر، وربما يصل إلى ضعف بسرعة. ومن الأمثلة على ذلك العديد من أنواع المن.

## حدوثه في الطبيعة
وينظر إلى التوالد العذري أنه يحدث بشكل طبيعي في المن، والدوارات الرئوية، والديدان الخيطية وبعض اللافقاريات الأخرى، وكذلك في العديد من النباتات. من بين الفقاريات، يعرف التوالد العذري الصارم فقط في السحالي والثعابين، الطيور وأسماك القرش، والأسماك والبرمائيات والزواحف التي تعرض أشكالًا مختلفة من التكوينات الجنسية والتكوين الوراثي (شكل غير مكتمل من التوالد العذري). The . تم وصف التكاثر الأول للإناث (غير المألوف) في الفقاريات في الأسماك Poecilia formosa في عام 1932. منذ ذلك الحين، تم وصف 50 نوعًا على الأقل من الفقاريات غير المنتخبة، بما في ذلك 20 نوعًا من الأسماك على الأقل، و 25 نوعًا من السحالي، ونوع ثعبان واحد، وضفادع، وسمندل. الأنواع الأخرى، عادةً ما تكون جنسية . القروش السوداء هي إضافات حديثة إلى قائمة معروفة من الفقاريات العصبية العفوية. كما هو الحال مع جميع أنواع التكاثر اللاجنسي، هناك عيوب مثل (تنوع وراثي منخفض وبالتالي قابلية للطفرات الضائرة التي قد تحدث) وفوائد (التكاثر بدون الحاجة إلى ذكر) مرتبطة بالتوالد العذري.

### الحشرات
يمكن أن يشمل التوالد العذري في الحشرات مجموعة واسعة من الآليات. قد تكون النسل الناتج عن التوالد العذري من كلا الجنسين، الإناث فقط (thelytoky ، مثل حشرات المن وبعض ذوات غشاء البكارة)) أو الذكور فقط (arrhenotoky ، على سبيل المثال معظم ذوات غشاء البكارة). من المعروف أن كلا من التوالد العذري الحقيقي والغير حقيقي (التوالد العذري المعتمد على الحيوانات المنوية) يحدثان. يمكن إنتاج خلايا البويضات، وفقًا للأنواع، من دون الانقسام الاختزالي (apopictically) أو بواسطة إحدى الآليات التلقائية المتعددة.
ظاهرة ذات صلة، الحمل المتعدد هي عملية تنتج نسلًا متعددًا من خلية بيضة واحدة. ويعرف هذا في بعض طفيليات الهيمينوبتران وفي ستريبسبيتيرا.
بالإضافة إلى هذه الأشكال توجد الخنوثة، حيث يتم إنتاج كل من البيض والحيوانات المنوية من قبل الفرد نفسه، ولكن ليس نوعا من التوالد العذري. وينظر إلى هذا في ثلاثة أنواع من حشرات مقياس إيسريا.
في النمل الكهربائي في بعض البويضات التي يتم تخصيبها من قبل الذكور، يمكن للإخصاب أن يسبب انسداد المواد الوراثية للأنثى من البيضة الملقحة. بهذه الطريقة، يمر الذكور فقط على جيناتهم ليصبحوا ذرية خصبة للذكور. هذا هو المثال الأول المعترف به للأنواع الحيوانية حيث يمكن لكل من الإناث والذكور التكاثر المستعمراتي مما يؤدي إلى فصل كامل من جينات الذكور والإناث. ونتيجة لذلك، لن يكون للذكور سوى الآباء والملكات والأمهات فقط، في حين أن العمال العقيمة هم الوحيدون مع كل من الوالدين من الجنسين.
يمكن العثور على أمثلة أخرى على التكاثر العذري للحشرات في حشرات المنّ (على سبيل المثال، Pemphigus betae)، حيث تتكاثر الأنثى من خلال التوالد العذري خلال دورة حياتها. في جنس تريبس العشب كان هناك نوع من البكتريا Aptinothrips ، على الرغم من العدد المحدود جدا من الأنواع في الجنس، تحدث العديد من التحولات اللاجنسية.

### القشريات
يختلف تكاثر القشريات بين الفصائل وداخلها. برغوث المياه يتبادل التكاثر ما بين التكاثر الجنسي واللاجنسي. من بين قشريات الديابود الكبيرة المعروفة، تتكاثر بعض جراد البحر بواسطة التكاثر العذري. "Marmorkrebs" هو جراد جليدي تم اكتشافه في الحيوانات الأليفة في التسعينات. النسل متطابق جينياً مع الوالد، مشيراً إلى أنه يتكاثر عن طريق أبوميكسيس، أي التوليد العذري الذي لم يخضع فيه البيض للانقسام الاختزالي. جراد البحر  يمكن أن تتكاثر سواء عن طريق الاتصال الجنسي أو التوالد العذري.
جراد البحر Spinycheek (Orconectes limosus) يمكن أن تتكاثر سواء عن طريق الاتصال الجنسي أو التوالد العذري. وقد اقترح أيضًا جراد البحر في ولاية لويزيانا الأحمر (Procambarus clarkii)، والذي عادةً ما يُعيد إنتاجه جنسياً، يمكن أن يتكاثر عن طريق التوالد العذري، على الرغم من أنه لم يتم تربية أي فرد من هذا النوع بهذه الطريقة في المختبر. الأرتيميا parthenogenetica هو نوع أو سلسلة من مجموعات من الجمبري التي تتكاثر بالتكاثر العذري.

### الدودة المخملية
لم يتم العثور على أي من الذكور من Epiperipatus imthurni ، وأظهرت عينات من ترينيداد للتكاثر عذريا. هذا النوع هو الدودة المخملية المعروفة الوحيدة للتكاثر عن طريق التوالد العذري.

### العناكب
يُعتقد أن نوعين من العناكب على الأقل في الأسرة Oonopidae (عناكب جلوبين)، Heteroonops spinimanus و triaeris stenaspis ، يحدث فيهما التوالد البكري، حيث لم يتم جمع أي ذكر. ظهر تكاثر التوالد البكري في المختبر لـ T. stenaspis.

### الدوارات
في الروتيدات bdelloid ، تتكاثر الأنثى بشكل حصري عن طريق التوالد العذري (التوالد العذري الإلزامي)،  بينما في الروتونات monogonont ، يمكن للإناث أن تتناوب بين التناسل الجنسي والتكاثر اللاجنسي (التوالد العذري الدوري). على الأقل في أحد الأنواع المتعادلة الدورية عادة ما تكون ملتزمة بالتوليد العذري يمكن أن تكون موروثة: أليل متنحي يؤدي إلى فقدان التكاثر الجنسي في نسل متماثل.

### الديدان المفلطحة
هناك نوعان على الأقل في جنس Dugesia ، وهما الديدان المفلطحة في القسم الفرعي Turbellaria من شعبة Platyhelminthes ، يتضمنان الأفراد المتعددي المادة الوراثية الذين يتكاثرون عن طريق التوالد العذري. يتطلب هذا النوع من التوالد العذري التزاوج، ولكن الحيوانات المنوية لا تساهم في التكوين الوراثي للنسل (التوالد العذري الكاذب، يشار إليه باسم جينوجينيتيك). ينتج عن دورة معقدة من التزاوج بين الأفراد ثنائيي الجنس ثنائي الصبغية ومتعددي المادة الوراثية خطوط جديدة من التوالد العذري.

### القواقع
تمت دراسة عدة أنواع من بطنيات الأرجل العرقية المتعصبة، خاصة فيما يتعلق بوضعها كأنواع غازية. تشمل هذه الأنواع الحلزون الطيني والحلزون النيوزيلندي  وحلزون ميلينان المبطن.

### المحرشفات

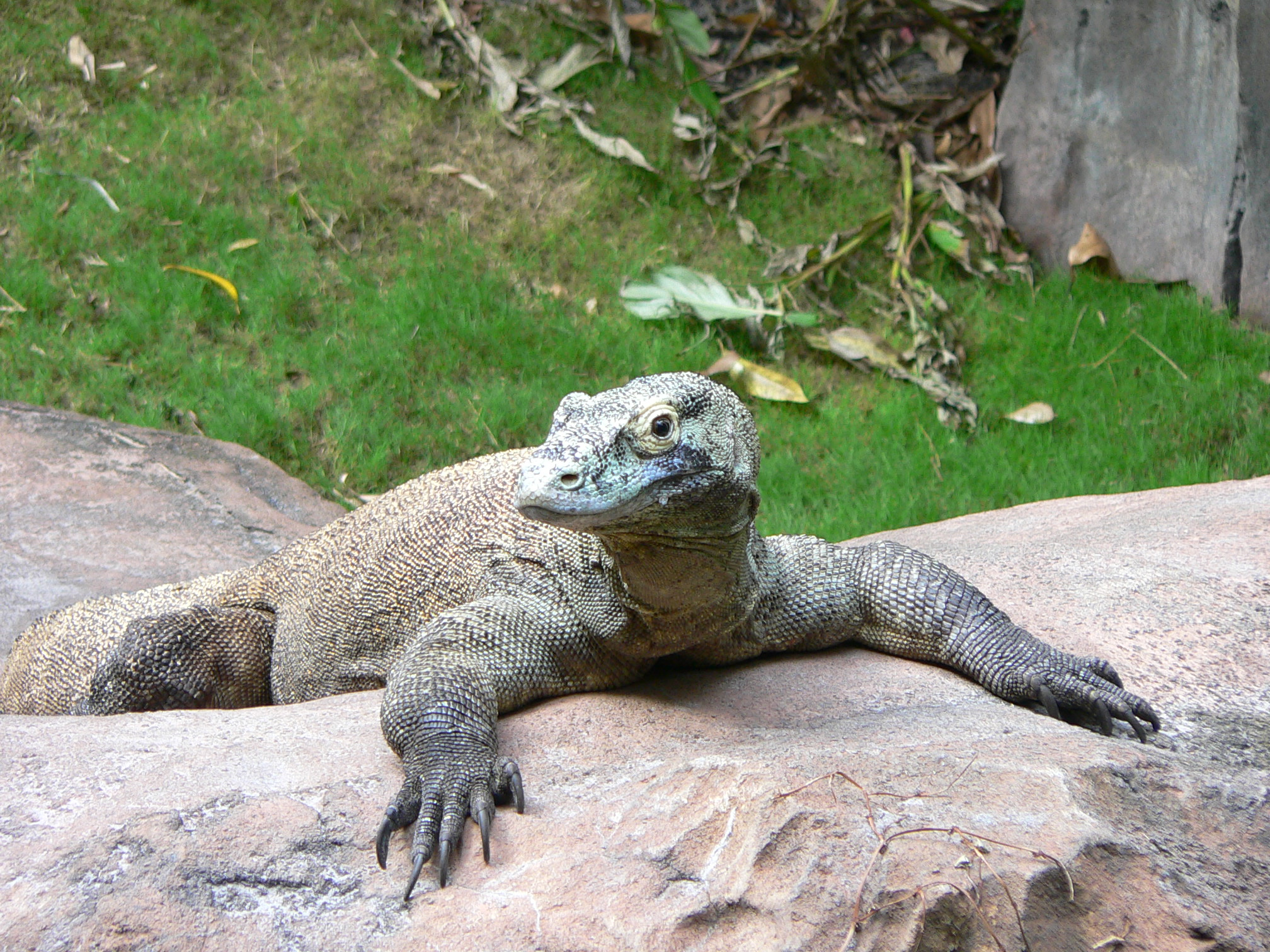
نادرا ما ينسخ تنين كومودو النسل عن طريق التوالد العذري.

معظم الزواحف من النظام الساماماني (السحالي والثعابين) تتكاثر جنسياً، ولكن لوحظ أن التوالد العذري يحدث بشكل طبيعي في أنواع معينة من ذوات الذيل السوطي، بعض الأبراص، السحالي الصخورية،  وتنانين كومودو وثعابين. بعض من هذه مثل أبو بريص الحداد Lepidodactylus lugubris ، أبو بريص البيت الهندي الباسيفيكي Hemidactylus garnotii ، الهجين whiptails Cnemidophorus ، السحالي القوقازية Darevskia هي أحادية الجنس وذات توالد عذري الزامي. زواحف أخرى، مثل تنين كومودو، وسحالي رصد أخرى،  وبعض أنواع البواء،  ثعابين،  والأفعى الجرسية  اعتبرت سابقا حالات للتكاثر العذري الاختياري، ولكنها في الواقع حالات توالد عذري عرضي.
في عام 2012، تم الإبلاغ عن التكاثر العذري الاختياري في الفقاريات البرية لأول مرة من قبل باحثين أمريكيين من بين الحوامل الذين تم القبض عليهم من رؤوس النحاس والأقطان النسائية. كما تم العثور على تنين كومودو، الذي يتكاثر عادة عن طريق الاتصال الجنسي، قادر على التكاثر اللاجنسي عن طريق التوالد العذري. تم توثيق حالة من تنين كومودو يتم إنتاجه عن طريق التكاثر العذري بعد حدث معروف من حالات التوالد،  يسلط الضوء على أن هذه الحالات من التوالد العذري هي حوادث إنجاب، بدلا من أنها حالات من التوالد العذري الاختياري التكيفي.
بعض أنواع الزواحف تستخدم نظام كروموسوم ZW ، والذي ينتج إما ذكور (ZZ) أو أنثى (ZW). حتى عام 2010، كان يعتقد أن نظام الكروموسوم ZW الذي تستخدمه الزواحف كان غير قادر على إنتاج ذرية حية قابلة للحياة في WW ، ولكن اكتشف أن (ZW) أنثى أفعى البق قد أنتجت ذرية قابلة للبقاء مع كروموسومات WW.
تظهر بعض السحالي ذوات التوالد العذري نمط من التوالد العذري الجغرافي، تحتل المناطق الجبلية العالية لديهم قدرة منافسة أدنى. في السحالي القوقازية، التي لديها ستة أشكال توالد عذري من أصل الهجين . الشكل الهجيني D. "dahli" لديه مكانة أوسع من أي من أسلافه المخنثين وتسبب القوقاز في انخفاض في فصائل كل من الأمهات والأمهات.